# Luigi de Campi
Luigi de Campi (Cles, 9 gennaio 1846 – Losanna, 9 dicembre 1917) è stato un archeologo, storico e politico italiano.

## Biografia
Federico Luigi de Campi nacque a Cles, in Val di Non, il 9 gennaio 1846 unico maschio dei sei figli di Giuseppe e Caterina Dal Lago
di Cles.
Nel 1871, alla morte del padre, ereditò il maso di San Vito, e l'anno successivo restaurò la piccola chiesa della proprietà dedicata al santo, fu questo il suo primo intervento di recupero e di interesse artistico. Affrescò il salone del maso con sette affreschi raggiguranti i castelli e vedute della val di Non.
La sua attività politica iniziò alla giovanile età di trentatré anni essendo nominato tra i rappresentanti politici trentini nella Dieta di Innsbruck e alcuni anni successivi al parlamento di Vienna come rappresentante del "Grande possesso fondiario nobiliare". Nel biennio 1905-1906 fu eletto podestà di Cles.
Malgrado i suoi studi giuridici seguiti a Innsbruck, Graz e Vienna, la sua passione per la paleografia, l’archeologia la pittura lo portarono a importanti scoperte geologiche in Trentino dove collaborò con Paolo Orsi e Lodovico Oberziner alla scoperta della preistoria trentina. Numerosi furono i reperti recuperati che donò al Museo civico di Trento.
Fu tra i promotori e fondatori nel gennaio 1901 della rivista Archivio Trentino, rivista di carattere storico dove pubblicò alcuni suoi articoli.
Nel 1887 fu nominato Conservatore dell'Imperial Regia Commissione Centrale per la Tutela dei monumenti per il Trentino.